# Google Fusion Tables
Google Fusion Tables — веб-сервіс, наданий Google для керування даними. Fusion tables використовувався для збору, візуалізації та обміну таблицями даних. Дані зберігаються в кількох таблицях, які користувачі Інтернету можуть переглядати та завантажувати.
Веб-служба надала засоби для візуалізації даних за допомогою секторних діаграм, гістограм, лінійних діаграм, точкових діаграм, часових шкал, мережевих графіків, макетів карток у форматі HTML і географічних карт. Дані експортуються у формат файлу зі значеннями, розділеними комами . Візуалізації можна вбудовувати в інші веб-сайти та оновлювати в реальному часі, коли змінюються дані в таблиці.

З веб-сайту Fusion Tables:
Google Fusion Tables – це служба для керування даними, інтеграції та співпраці .

 Ви можете легко завантажити набори даних із CSV, KML і електронних таблиць, а також візуалізувати дані за допомогою різноманітних інструментів. Користувачі можуть об’єднувати дані з кількох таблиць і вести детальне обговорення даних (у рядках, стовпцях і навіть клітинках). Ви можете легко візуалізувати великі набори даних на Картах Google і вставити візуалізації на інші веб-сторінки.

 Розробники можуть використовувати наш API для створення програм на основі Fusion Tables.
Google закрив Fusion Tables 3 грудня 2019 року 

## Особливості
Fusion Tables приймав файл даних, структурований як проста таблиця бази даних, як правило, .csv, але також інші роздільники. Він також імпортував KML, зчитуючи кожну позначку місця KML або геопросторовий об’єкт у окремому рядку. Файли Fusion Tables були приватними, приватними або загальнодоступними, як вказував користувач, і відповідали правилам, встановленим іншими програмами Google Docs. Потім файли були перераховані та доступні для пошуку на Диску Google користувача.
Розмір завантаженого набору даних був обмежений 250 МБ на файл із загальним обмеженням 1 ГБ на користувача.  API дозволяв автоматичний прийом даних. Візуалізації також можна було вставляти в інші веб-сторінки для підтримки статичних або поточних даних у публікаціях.

### Пошук, публікація та повторне використання структурованих даних

#### пошук
Потік «Новий файл» також підтримував пошук у існуючих опублікованих таблицях, заохочуючи людей повторно використовувати та створювати існуючі дані перед створенням нових даних або новою копією тих самих даних. Характер «оновлення в реальному часі» повторно використовуваної таблиці може бути перевагою для користувача, якщо набори даних можуть отримувати виправлення або регулярно оновлюватися.

#### "злиття"
«Злиття» в назві Fusion Tables виникло завдяки можливості створити «файл», який насправді є лише переглядом об’єднання двох або більше інших файлів. Наприклад, щоб опублікувати карту результатів виборів в Іллінойсі, можна завантажити таблицю з результатами виборів, а потім створити ще один файл, який об’єднає цю таблицю з KML виборчих округів США. Оскільки це було віртуальне об’єднання, а не копія, зміни будь-якої з базових таблиць будуть відображені в об’єднаній таблиці. Об’єднання виділило б округи, пов’язані з виборами в Іллінойсі, і результат легко було б нанести на карту та вставити в новинну статтю чи інший веб-сайт.
Стовпці з різних таблиць відображалися з різним кольором фону, щоб було легше стежити. Кілька таблиць можна об’єднати за допомогою одного ключового стовпця. Редагування даних, які мають відбутися у вихідній базовій таблиці, а не в об’єднаній таблиці.

#### повторне використання
Fusion Tables заохочує повторне використання публічно опублікованих наборів даних або інших наборів даних, наданих користувачеві, лише для читання. Хоча користувач не міг редагувати набір даних лише для читання, він міг створювати візуалізації та відфільтровані перегляди даних у нових вкладках інтерфейсу користувача. Ці перегляди не впливатимуть на оригінальний файл для власника файлу чи будь-кого іншого, але з’являтимуться кожного разу, коли користувач, який їх створив, відкриватиме файл. Ці вкладки були позначені пунктирною лінією.

#### редагування
Інтерфейс користувача підтримував додавання рядків і редагування даних, що також було можливо програмно через API Fusion Tables.

### Візуалізація даних
Під час імпорту Fusion Tables автоматично виявляла різні типи даних у даних і створювала кілька відповідних візуалізацій. Усі таблиці мали вигляд рядків і карток; ті, хто має багато типів даних про місцезнаходження, бачать автоматично створену візуалізацію карти.
Типи даних, які підтримуються в поданні таблиці, включають стандартні рядки, числа, а також зображення та KML.

#### Карти
Типи автоматично визначених даних про місцезнаходження включали: інформацію про широту/довготу в одному або двох стовпцях, описи місць у KML, а також деякі типи назв місць і адрес, які надсилалися в API геокодування Карт Google, щоб розмістити їх на карті. Результати геокодування були відсутні в таблиці; тільки на карті.
Fusion Tables було тісно інтегровано зі службою геокодування Google Maps, а також із Google Maps API, який підтримував експериментальний FusionTablesLayer. Fusion Tables підтримував KML-описи географічних точок, ліній і багатокутників як тип даних у таблицях. Надаючи можливість завантажувати, керувати, об’єднувати та стилізувати більші обсяги даних, Fusion Tables сприяв розквіту географічного оповідання. Багато журналістів даних використовували ці функції, щоб візуалізувати інформацію, отриману через запит Закону про свободу інформації, як частину своїх опублікованих новин.

#### Перегляд картки
Підмножина мови шаблонів HTML підтримувала настроюваний макет карток та інформаційні вікна карт, які відображали статичний вміст і вміст полів даних. Включення виклику Google Chart API може динамічно відтворювати діаграму на основі даних в одному рядку картки чи інформаційного вікна.

#### Інші візуалізації
Таблиця (рядки та стовпці), стандартні кругові діаграми, точкові діаграми та лінійні графіки, шкала часу, хлороплетна карта, мережевий графік і діаграма руху.

### Фільтрування
Прості інструменти фільтрації надавали автоматичні підсумки значень у стовпцях даних і дозволяли фільтрувати візуалізовані дані за допомогою прапорців.

### Публікація та налаштування
Завдяки підтримці простих запитів, вбудованих фрагментів HTML для візуалізації та простої мови шаблонів HTML для налаштування макетів, Fusion Tables об’єднує світ point-n-click і світ розробки програмного забезпечення за допомогою сценаріїв, що дозволяє багатьом власникам даних з обмеженими можливостями. час або досвід розробки програмного забезпечення, щоб розробити дуже індивідуальні, виразні веб-сайти та інструменти з їхніми даними. Дивіться приклади.
Карти, створені за допомогою Fusion Tables, можна було експортувати в KML і переглядати в Google Earth, що робить Fusion Tables важливим інструментом створення для багатьох некомерційних і неурядових організацій, які тісно співпрацюють із Google Earth Outreach для поширення інформації про свою роботу.

## Історія та вплив
Fusion Tables був створений під натхненням, пов’язаним з керуванням колекціями наукових даних у співпраці багатьох організацій, як-от співпраця щодо створення штрих-кодів ДНК між екологом Університету Пенсільванії Деном Янзеном, Міжнародним штрих-кодом життя та Університетом Гвельфа.
Веб-сайт був запущений як частина Google Labs у червні 2009 року, анонсований Алоном Галеві та Ребеккою Шеплі. Послуга була додатково описана в науковій статті в 2010 році.

### Візуалізація карт
Після позитивних відгуків щодо інтеграції Fusion Tables із картою Intensity в Google Visualization API команда тісно співпрацювала з командою Google Maps, щоб у лютому 2010 року додати підтримку точкових, лінійних і багатокутних об’єктів KML як рідного типу даних у таблицях, візуалізованих поверх базової карти Google Maps.  Крім того, було застосовано деякі інтелектуальні засоби для виявлення стовпців даних, які описують розташування (наприклад, адреси), і надсилання їх до служби геокодування Google, щоб їх можна було відобразити на карті. Невдовзі після цього, у травні 2010 року, FusionTablesLayer було запропоновано як експериментальну функцію Google Maps API. 
Інтеграція Fusion Tables із Google Maps через FusionTablesLayer стала першим спробою Google відобразити дані користувачів на плитках Google Maps на стороні сервера. До появи FusionTablesLayer маркери карти відображалися поверх фрагментів базової карти в клієнті браузера. Створюючи багато об’єктів для відстеження клієнтом, це може сповільнити роботу карт і фактично обмежити Карти Google показом приблизно 200 точок даних користувача. FusionTablesLayer продемонстрував швидке відтворення на стороні сервера великих і складних даних користувача на базовій карті Google Maps.
API Fusion Tables SQL підтримував надсилання запитів фільтрів до FusionTablesLayer для динамічного коригування даних, показаних на карті. Ці карти можна вставити в іншу веб-сторінку за допомогою простого фрагмента HTML-коду. Інструмент FusionTablesLayer Wizard з відкритим вихідним кодом і клацанням миші допомагав людям створювати фрагменти, а пізніше фрагмент також був легко доступний в інтерфейсі користувача Fusion Tables. У травні 2011 року Fusion Tables додали можливість стилізувати (змінити колір або візуальне представлення) даних на карті, а також інформаційні бульбашки за замовчуванням і прості настроювані HTML (відображаються, коли клацнути елемент на карті) як через веб-програму і API. 
Fusion Tables пропонує легкодоступне рішення для роботи з даними на карті, яке раніше потребувало громіздкого та дорогого програмного забезпечення для настільних комп’ютерів. Він зустрів багато простих випадків використання ГІС.  Fusion Tables було представлено як частину Geo track на Google IO у травні 2011 року: Управління та візуалізація геопросторових даних за допомогою Fusion Tables.

### Усиновлення
У жовтні 2010 року FusionTables продемонстрував надійність за умов інтенсивного трафіку, коли розміщував візуалізацію карт із набором даних про загиблих у війні в Іраку, вбудованим у статтю новин від The Guardian . Незабаром після землетрусу та цунамі в Японії в березні 2011 року служби реагування на кризу використовували Fusion Tables для відображення стану доріг і укриттів з оновленнями, наближеними до реального часу. Команда Google із реагування на кризи продовжувала використовувати Fusion Tables як ключовий інструмент для створення та оновлення відповідних карт після кризи.
У 2011 році, коли Google Labs було закрито,  Fusion Tables увійшли до списку стандартних функцій у Google Docs під назвою «Таблиці (бета)».
У квітні 2012 року Fusion Tables створила власну «лабораторію» з декількома експериментальними функціями , включаючи нову версію інтерфейсу користувача, візуалізацію мережевого графіка та попередній перегляд переглянутого API Fusion Tables, який офіційно запущено в червні 2012 рік.
Об’єднання таблиць продовжувало залишатися ключовою частиною Fusion Tables, хоча її важко виявити. Наприклад, об’єднання таблиць було чудовим способом використання загальнодоступних офіційних меж KML для місць, про які багато людей могли мати дані, наприклад округів або виборчих округів. У серпні 2012 року Fusion Tables запустили інтеграцію з Table Search,  ще одним дослідницьким проектом Google від Алона Галеві.

### Презентації та тренінги
Fusion Tables було описано під час розмов на конференції NICAR у 2011 та 2013 роках
Американський геофізичний союз 1 грудня 2011 р. – Візуалізуйте свої дані за допомогою Google Fusion Tables
DigitalNomad – використання Google Fusion Tables і оглядової колоди

### Відгуки
Цифровий гуманітарний блог, Університет Алабами. Google Fusion Tables.

### Доповіді та публікації конференцій
Більше в Google Scholar
- Балакрішнан С., Джакмін-Адамс К., Лі Х., МакЧесні Р., Шеплі Р. (2017) Google Fusion Tables . In: Shekhar S., Xiong H., Zhou X. (eds) Encyclopedia of GIS. Спрінгер, Чам
- Оповідання великих даних за допомогою інтерактивних карт . Джаянт Мадхаван, Шрірам Балакрішнан, Кетрін Брісбін, Гектор Гонсалес, Нітін Гупта, Алон Галеві, Карен Джакмін-Адамс, Гайді Лам, Анно Ланген, Гонгре Лі, Род Макчесні, Ребекка Шеплі, Воррен Шен. Google Inc. Бюлетень технічного комітету з розробки даних, IEEE. Червень 2012, том. 53 № 2 .
- Brambilla M., Ceri S., Cinefra N., Das Sarma A., Forghieri F., Quarteroni S. (2012) Отримання інформації з Google Fusion Tables . In: Ceri S., Brambilla M. (eds) Search Computing. Конспект лекцій з інформатики, том 7538. Шпрінгер, Берлін, Гейдельберг
- Системи керування польовою інформацією для штрихового кодування ДНК. Дек Джон, Гросс Джойс, Стоунз-Хавас Стівен, Дейвіс Ніл, Шеплі Ребекка та Мейер Крістофер. Розділ 12 у: В. Джон Кресс і Девід Л. Еріксон (ред. ), Штрих-коди ДНК: методи та протоколи, Методи молекулярної біології, вип. 858
- Google Планета Земля та Google Fusion Tables для підтримки критичної за часом співпраці: картографування розливу нафти в глибоководному горизонті за допомогою бортового спектрометра AVIRIS. Еліза С. Бредлі, Дар А. Робертс, Філіп Е. Деннісон, Роберт О. Грін, Майкл Іствуд, Сара Р. Ландін, Ієн Б. МакКаббін та Айра Лейфер. Інформатика наук про Землю, 17 вересня 2011 р.
- Соціалізація даних за допомогою Google Fusion Tables - Semantic Scholar
- Fusion Tables: нові способи спільної роботи над структурованими даними . Джонатан Голдберг Кідон, Массачусетський технологічний інститут. Електротехніки та інформатики, 2010. 61 стор.
- Google Fusion Tables: веб-центр керування даними та співпраця . Гектор Гонсалес, Алон Й. Галеві, Крістіан С. Дженсен, Анно Ланген, Джаянт Мадхаван, Ребекка Шеплі, Воррен Шен, Джонатан Голдберг-Кідон. Матеріали SIGMOD 2010 (Industrial Track), Індіанаполіс, Індіана.
- Google Fusion Tables: керування даними, інтеграція та співпраця в хмарі . Гектор Гонсалес, Алон Й. Галеві, Крістіан С. Дженсен, Анно Ланген, Джаянт Мадхаван, Ребекка Шеплі, Уоррен Шен. Матеріали симпозіуму з хмарних обчислень, 2010 (промисловий трек), Індіанаполіс, Індіана.

### Депрекація
У грудні 2018 року Google оголосив, що припинить використання Fusion Tables 3 грудня 2019 року  Інструмент архіву з відкритим вихідним кодом створено для експорту наявних карт Fusion Tables у візуалізатор із відкритим кодом. 
У Fusion Tables були захоплені прихильники, які були розчаровані, дізнавшись про припинення підтримки.  